# For Those About to Rock (We Salute You)
For Those About to Rock (We Salute You) ist das siebte international veröffentlichte Studioalbum der australischen Hard-Rock-Band AC/DC. Es wurde im November 1981 veröffentlicht und war die dritte und letzte Zusammenarbeit mit dem Produzenten Robert John Lange.

## Entstehung und Veröffentlichung
Die Erstveröffentlichung von For Those About to Rock (We Salute You) erfolgte am 23. November 1981 bei Atlantic Records. Das Album erschien in seiner Originalausführung als LP mit zehn Titeln (Katalognummer: ATL 50 851). Am 25. Oktober 1985 erschien erstmals eine CD-Ausführung (Katalognummer: 32XD-321). Als LP wurde das Album erstmals am 14. Oktober 2003 bei Epic Records in den Vereinigten Staaten veröffentlicht (Katalognummer: E 80208).
Geschrieben wurden alle Lieder gemeinsam von den AC/DC-Mitgliedern Brian Johnson, Angus und Malcolm Young. Für die Produktion zeichnete Robert John Lange verantwortlich. Beim Albumtitel handelt es sich um eine Variante der Phrase „those who are about to die salute you“, eine Übersetzung des lateinischen Spruchs „morituri te salutant“ (die Todgeweihten grüßen Dich), mit dem die römischen Gladiatoren in der Arena angeblich den Kaiser begrüßten. Der Albumtitel wäre damit frei zu übersetzen als Die Rock-geweihten grüßen Dich.

## Stil
AC/DC verfolgten auch auf diesem Album die Linie des simplen Hardrocks weiter, mit dem sie ein Jahr zuvor so berühmt geworden waren. Dieser Stil besteht aus unkomplizierten, rauen Powerchords des Rhythmusgitarristen Malcolm Young, den bekannten Gitarrensoli seines Bruders Angus und nicht zuletzt dem gepressten, charakteristisch für die Gruppe gewordenen Gesang Brian Johnsons.

## Titelliste
1. For Those About to Rock (We Salute You) – 5:43
2. Put The Finger on You – 3:26
3. Let’s Get It Up  – 3:54
4. Inject the Venom – 3:31
5. Snowballed – 3:23
6. Evil Walks – 4:23
7. C.O.D. – 3:20
8. Breaking the Rules – 4:23
9. Night of the Long Knives – 3:25
10. Spellbound – 4:30

## For Those About to Rock Tour

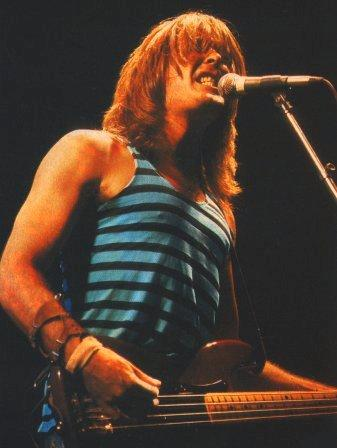
Bassist Cliff Williams bei einem Konzert der For Those About to Rock Tour (1981)

Zu dem Album absolvierte die Band die For Those About to Rock Tour, die in den Jahren 1981 und 1982 stattfand. Die rund einjährige Tournee begannen AC/DC am 11. November 1981 zunächst mit zahlreichen Konzerten in den Vereinigten Staaten und in Kanada, die sich in zwei Abschnitten bis zum 25. Februar 1982 hinzogen, woraufhin die Band ihre Tour mit fünf Japan-Konzerten fortsetzte.
Nach einer dreimonatigen Pause fanden die nächsten Auftritte in Großbritannien und in Irland statt. Abgeschlossen wurde die Tour durch 15 Konzerte in Europa, unter anderem auch fünf in Deutschland. Der letzte Auftritt der Tour war am 20. Dezember 1982 in Frankreich. Die Setlist umfasste lediglich 3 der 10 Songs von For Those About to Rock.
Setlist
1. Hells Bells
2. Shot Down in Flames
3. Sin City
4. Shoot to Thrill
5. Put the Finger on You
6. Back in Black
7. Bad Boy Boogie
8. Rock and Roll Ain’t Noise Pollution
9. The Jack
10. What Do You Do for Money Honey
11. Highway to Hell
12. Inject the Venom
13. Dirty Deeds Done Dirt Cheap
14. Whole Lotta Rosie
15. Let There Be Rock

Zugaben:
1. You Shook Me All Night Long
2. For Those About to Rock (We Salute You)
3. T.N.T.

## Rezeption
Der Titelsong, auf der Bühne von Kanonendonner begleitet, erreichte als Singleauskopplung Platz 15 in Großbritannien. Dieser wird oft als „die AC/DC-Hymne“ schlechthin bezeichnet und bildet meist den Abschluss ihrer Konzerte. For Those About to Rock bleibt bis heute das einzige Album der Gruppe, zu dem kein Musikvideo gedreht wurde.
Der markante und ungewöhnliche Titel des Albums wurde bereits mehrfach parodiert. Beispiele dafür sind die DVD For Those About to Rock von Strapping Young Lad, die 7"-EP For Those About to Mock von der US-amerikanischen Punkband Bracket und das Album For Those About to Rot der Band To Separate the Flesh from the Bones. Die beiden letztgenannten parodierten auch das eine alte Kanone zeigende Cover. Des Weiteren wird der Albumtitel im Film School of Rock mit Jack Black von 2003 zitiert.
Das Magazin Rock Hard stellte im Jahr 2007 seine Bestenliste aus 500 Rock- und Metalalben zusammen, in der sich das Album auf Platz 405 platzieren konnte. Damit war es von sechs platzierten Alben das letztplatzierteste Werk der Gruppe. Götz Kühnemund vergab in dem Magazin 9 von 10 Punkten und kam zu dem Fazit: „Natürlich konnte der Nachfolger – wie auch jedes weitere AC/DC-Album – nicht mit dem alles niederwälzenden Back in Black konkurrieren, obwohl der mächtige Titelsong (der noch heute jede AC/DC-Show krönt) mit zum Allerbesten gehört, was jemals eine Rockband eingespielt hat. Der Rest der Scheibe bewegt sich zwar auf einem gleichbleibend hohen Niveau, fällt aber gegenüber dem monumentalen Opener mit seinen Kanonensalven etwas ab.“

## Kommerzieller Erfolg

### Chartplatzierungen
For Those About to Rock (We Salute You) landete als erstes Hardrock-Album überhaupt auf Platz eins der US-amerikanischen Billboard 200. Darüber hinaus erreichte es Top-10-Platzierungen in Deutschland (Rang 2), dem Vereinigten Königreich (Rang 3), Neuseeland und Norwegen (je Rang 6), Österreich (Rang 7) und Schweden (Rang 9).
| ChartsChartplatzierungen       | Höchstplatzierung | Wochen |
| ------------------------------ | ----------------- | ------ |
| Deutschland (GfK)              | 2 (23 Wo.)        | 23     |
| Österreich (Ö3)                | 7 (15 Wo.)        | 15     |
| Schweiz (IFPI)                 | 26 (1 Wo.)        | 1      |
| Vereinigte Staaten (Billboard) | 1 (30 Wo.)        | 30     |
| Vereinigtes Königreich (OCC)   | 3 (29 Wo.)        | 29     |

| ChartsJahrescharts (1982) | Platzierung |
| ------------------------- | ----------- |
| Deutschland (GfK)         | 30          |
| Österreich (Ö3)           | 20          |

### Auszeichnungen für Musikverkäufe
In den Vereinigten Staaten wurde das Album für über vier Millionen verkaufte Exemplare mit vierfach-Platin ausgezeichnet.
| Land/Region                  | Auszeichnungen für Musikverkäufe (Land/Region, Auszeichnung, Verkäufe) | Verkäufe  |
| ---------------------------- | ---------------------------------------------------------------------- | --------- |
| Australien (ARIA)            | 5× Platin                                                              | 350.000   |
| Deutschland (BVMI)           | Platin                                                                 | 500.000   |
| Frankreich (SNEP)            | Platin                                                                 | 400.000   |
| Italien (FIMI)               | Gold                                                                   | 25.000    |
| Kanada (MC)                  | Platin                                                                 | 100.000   |
| Neuseeland (RMNZ)            | Platin                                                                 | 20.000    |
| Österreich (IFPI)            | Gold                                                                   | 25.000    |
| Schweiz (IFPI)               | Platin                                                                 | 50.000    |
| Spanien (Promusicae)         | Gold                                                                   | 50.000    |
| Vereinigte Staaten (RIAA)    | 4× Platin                                                              | 4.000.000 |
| Vereinigtes Königreich (BPI) | Gold (1980) · + Gold (2013)                                            | 200.000   |
| Insgesamt                    | 5× Gold · 14× Platin ·                                                 | 5.720.000 |

Hauptartikel: AC/DC/Auszeichnungen für Musikverkäufe